# Шемет Сергій Михайлович
Сергій Михайлович Шемет (6 червня 1875, хутір Олександрівка, Лубенський повіт, Полтавська губернія — 5 травня 1957, Мельбурн, Австралія) — український громадський та політичний діяч, журналіст та діяч монархічного руху. Один із засновників Української Партії Хліборобів — Демократів.

## Життєпис

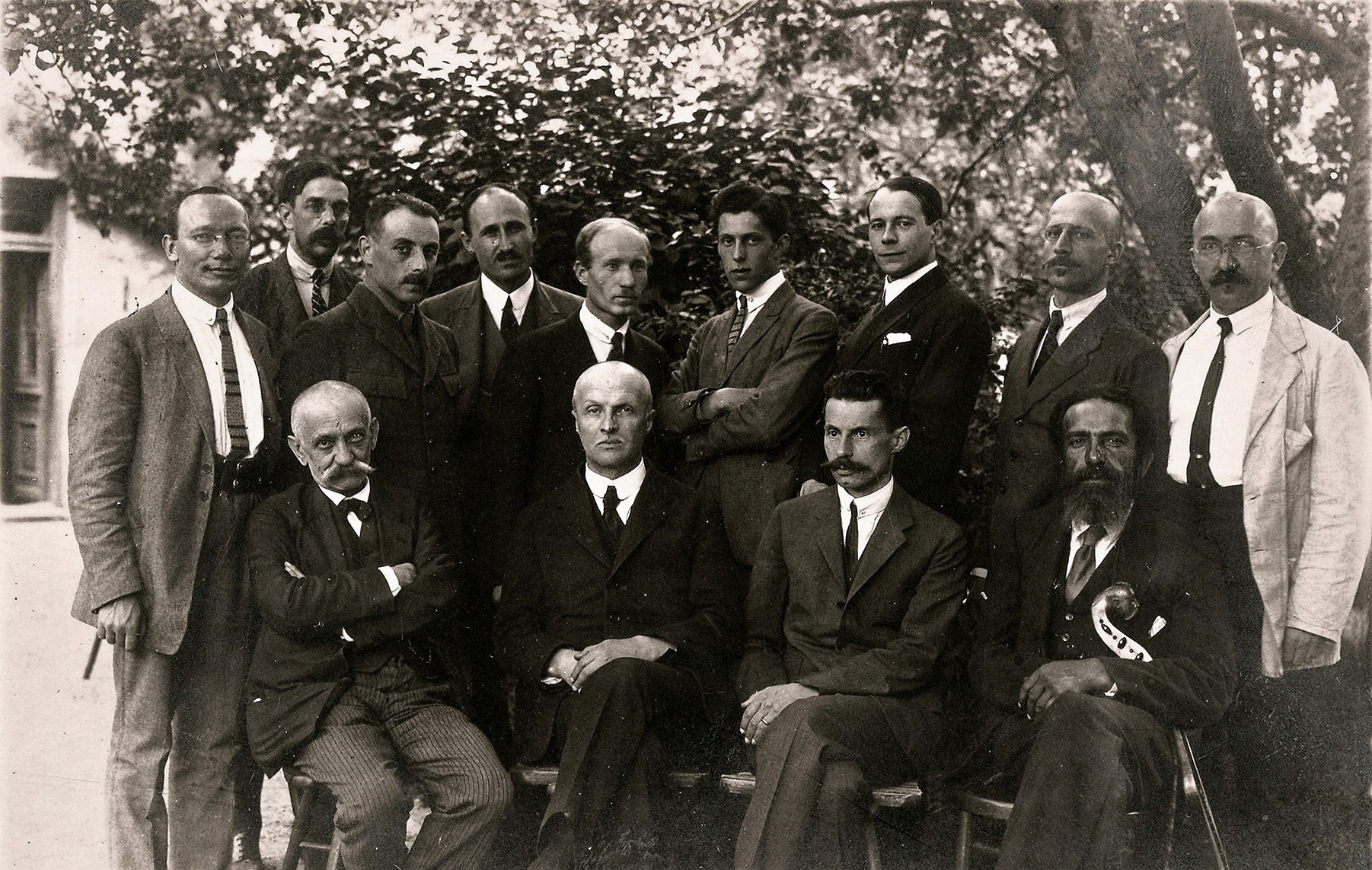
Учасники установчого з'їзду Українського союзу хліборобів-державників, Рейхенау, 4—8 червня 1922 року. Зліва направо сидять: Іван Леонтович, гетьман Павло Скоропадський, В'ячеслав Липинський, Людвіг Сідлецький; стоять Михайло Тимофіїв, Микола Кочубей, Адам Монтрезор, Андрій Білопольський, Михайло Савур-Ципріянович, Ігор Лоський, Володимир Залозецький, Сергій Шемет, Олександр Скоропис-Йолтуховський.

Ванзее, 1923 рік. Зліва направо: Олександр Скоропис-Йолтуховський, В'ячеслав Липинський, Павло Скоропадський, Володимир Коростовець, Сергій Шемет, Олександр Сахно-Устимович

Походить зі старовинного шляхетського роду Шеметів-Кежгайлів. Землевласник із Полтавщини. Закінчив Технологічний інститут у Петербурзі, де очолював Українську студентську громаду.
У 1900 році заснував культурне товариство «Родина».
З 1902 року — провідний діяч Української Народної Партії.
З 1905 року видавець у Лубнах газети «Хлібороб».
У 1917 році у Лубнах був співзасновником Української Партії Хліборобів — Демократів.
У квітні 1918 року належав до ініціаторів скликання Хліборобського конгресу, на якому було проголошено Гетьманом України Павла Скоропадського. У період Гетьманату виступав за українізацію гетьманського уряду, не підтримував ідеї збройного повстання проти Павла Скоропадського.
На еміграції з 1919 року разом з В. Липинським активний у монархістському Українському Союзі Хліборобів-Державників (1920). У 1920–1925 рр. працює співредактором журналу «Хліборобська Україна» та інших гетьманських видань. Під час перебування в еміграції був особистим секретарем Гетьмана Павла Скоропадського та членом Ради Присяжних. На еміграції мешкав у Тарнові, Відні, Берліні, Парижі. Згодом жив у Австралії. Був одним із засновників Союзу українських організацій Австралії.

## Вшанування пам'яті
- В Полтаві існує провулок Братів Шеметів[2].
- В Лубнах існує вулиця Братів Шеметів.
- В Києві у Голосіївському районі є вулиця Братів Шеметів.

## Праці
- Сергій Шемет. Микола Міхновський (Посмертна згадка)
- Сергій Шемет. Полковник Петро Болбочан. (Замітки до історії Запорожського Корпусу 1917—1919 рр.)
- Нація в поході (1941)[3]
- Самостійність, як нездійсненна ідея, як декларація, як державний чин (1928)
- Огляд українського хліборобського руху на еміграції в першій половині 1921 року (1921)
- До історії Української Демократично-Хліборобської партії (1920)
- В. К. Липинський при громадській роботі(1931)